# I. A. R. Wylie
Ida Alexa Ross Wylie (16 de março de 1885 – 4 de novembro de 1959), conhecida pelo pseudônimo I. A. R. Wylie, foi uma romancista, roteirista, contista, poetisa e simpatizante do movimento sufragista australiana-britânica-americana que foi homenageada pelos círculos jornalísticos e literários de sua época e recebeu reconhecimento internacional por suas obras. Entre 1915 e 1953, mais de trinta de seus romances e contos foram adaptados para o cinema, incluindo Keeper of the Flame (1942), dirigido por George Cukor e estrelado por Spencer Tracy e Katharine Hepburn.

## Biografia

### Vida pregressa
Wylie nasceu Ida Alexa Ross Wylie em 16 de março de 1885 em Melbourne, Austrália, filha de Alexander Coghill Wylie (1852–1910), da Inglaterra, e Ida Millicent Ross (1855–1890), filha de um fazendeiro australiano. O pai de I.A.R. Wylie, Alec Wylie, de Glasgow, na Escócia, passou grande parte da vida endividado e frequentemente fugindo dos credores. E foi assim que, em algum momento da década de 1880, após não ser eleito deputado, ele fugiu do Reino Unido para a Austrália, mas não antes de sua primeira esposa se divorciar dele em 1883 por adultério e violência, ganhando a custódia dos dois filhos e também pedindo sua irmã, Christine, em casamento (que recusou). Na Austrália, ele logo se casou com a filha de um fazendeiro chamada Ida Ross. A primeira filha do casal, I.A.R. Wylie, nasceu em Melbourne, Austrália, em 1885, literalmente batizada em homenagem aos pais: Ida Ross e Alec Wylie. Em 1888, Alec voltou para Londres com sua nova esposa e filha pequena, mas Ida Ross morreu pouco tempo depois. De acordo com o livro de Ida, Life with George, uma "autobiografia não convencional" - Alec então renovou as relações com Christine, irmã de sua primeira esposa, e Christine tornou-se a professora particular e guardiã da jovem Wylie, criando-a enquanto seu pai lutava de uma crise a outra. Em determinado momento, a jovem Ida frequentou brevemente o Cheltenham Ladies College. Em termos de influência em seu desenvolvimento, "Christine foi apenas a primeira de uma série de mulheres que se mostraram muito mais fortes e confiáveis do que qualquer homem na vida de Ida". No entanto, os registros de casamento mostram que o terceiro casamento de Wylie foi com Adela Maude B de Burgh Lawson, filha de Sir Henry de Burgh Lawson, do Castelo de Gatherley; pode ser que Adela seja Christine (o primeiro casamento de Wylie foi com Emillie Isabel Roumieu).

### Início da carreira de escritora

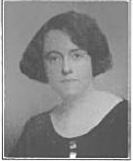
Ida R. Wylie

Depois de passar três anos em uma escola de etiqueta na Bélgica, Wylie estudou primeiro na Inglaterra e depois na Alemanha, onde também lecionou e começou a escrever. A autoeducação de Wylie em casa significava que ela passava muitas horas inventando suas próprias histórias para preencher o tempo e, aos 19 anos, vendeu seu primeiro conto para uma revista. Por exemplo, Wylie tinha uma colega de quarto chamada Esme, que havia sido criada na Índia, e então escreveu histórias baseadas nas memórias de Esme. Wylie escreveu pelo menos cinco livros baseados na Índia: The Native Born, or, The Rajah's People (1910); The Daughter of Brahma (1913); Tristram Sahib (1915); The Temple of Dawn (1915); e The Hermit Doctor of Gaya (1916). Enquanto morava na Alemanha no início da década de 1910, ela escreveu vários livros, incluindo My German Year (1910); Rambles in the Black Forest (1911); The Germans (1911); e Eight Years in Germany (1914). Seu romance, Towards Morning (1918), foi "talvez o primeiro em inglês a sugerir que nem todos os alemães eram imperialistas malvados".

### Papel no movimento sufragista
Em 1911, Wylie retornou à Inglaterra, morando em St John's Wood, Londres, e se juntou ao movimento sufragista. Ela forneceu um abrigo seguro para mulheres que foram libertadas da prisão, onde podiam se recuperar de greves de fome sob a "Lei do Gato e do Rato" sem serem vigiadas pela polícia. Ela iniciou um relacionamento com a editora de "The Suffragette", Rachel Barrett, te em meados de 1913 era uma útil "subeditora e lavadora de garrafas". Ela viajou com Annie e Jessie Kenney e Mary Richardson para passar uma semana na França com Christabel Pankhurst. Wylie e Barrett viajaram então para Edimburgo para visitar a tia de Wylie, Jane, onde Barrett fez uma cirurgia e viveu sob um pseudônimo para evitar ser presa novamente. Ambas voltaram a Londres para o Natal de 1913 e continuaram a editar secretamente o The Suffragette até maio de 1914, quando a polícia invadiu novamente as instalações em Lincoln's Inn. Em 1917, Barrett e Wylie viajaram para os Estados Unidos. Elas compraram um carro e percorreram o país, da cidade de Nova York a São Francisco, Califórnia, uma viagem notável, tendo em conta o estado das estradas e dos carros da época.

### Hollywood
Wylie acabou se estabelecendo em Hollywood, Califórnia, onde vendeu suas histórias. Mais de 30 filmes foram feitos de 1915 a 1953 baseados em suas obras, incluindo Phone Call from a Stranger (1952) e Torch Song (1953). Sua história "Grandmother Bernle Learns Her Letters", publicada no Saturday Evening Post em 1926, foi filmada duas vezes - por John Ford em 1928 como Four Sons, e por Archie Mayo em 1940, também como Four Sons. Ela é provavelmente mais conhecida como a autora do romance que se tornou a base do filme Keeper of the Flame (1942), dirigido por George Cukor e estrelado por Spencer Tracy e Katharine Hepburn.

### Vida pessoal

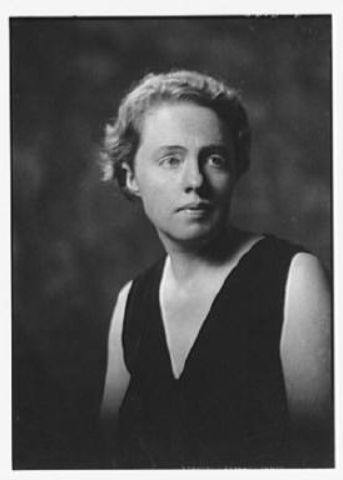
I. A. R. Wylie, Dezembro de 1928.
Foto: Arnold Genthe

Wylie envolveu-se com a médica Sara Josephine Baker. Nem Baker nem Wylie se declararam abertamente lésbicas, mas, segundo o Dr. Bert Hansen, as duas mulheres eram parceiras. Outras autoras identificaram-na como lésbica, incluindo Laura Doan, Anne McMay, e Barbara Grier.

Em sua autobiografia My Life with George (lit.  "Minha vida com George"), em que o "George" do título é seu ego subconsciente, Wylie diz:
Sempre gostei mais de mulheres do que de homens. Sinto-me mais à vontade com elas e elas me divertem mais. Também me sinto bastante entediado com relacionamentos convencionais, que parecem envolver ou eu me rebaixar diante de alguém ou me elevar acima de alguém. Aqui e ali, e especialmente nos meus últimos anos, quando já não havia mais perigo de eu tentar seduzir uma delas, estabeleci algumas amizades verdadeiras com homens, nas quais nos encontramos e gostamos uns dos outros em pé de igualdade como seres humanos. Mas, felizmente, nunca quis casar com nenhum deles, nem, com exceção daquele granadeiro alemão equivocado, nenhum deles quis casar comigo.
Em sua autobiografia, ela reconhece que muitas de suas amigas se referem a ela como "tio" e, como diz um crítico, sua escolha de ser creditada como "I.A.R. Wylie" em vez de Ida Wylie foi certamente uma tentativa de minimizar seu gênero nas publicações.
Na década de 1930, Wylie, Sara Josephine Baker e outra médica pioneira, a Dra. Louise Pearce, estabeleceram-se numa propriedade perto de Skillman, Nova Jersey, chamada Trevenna Farm. Elas viveram juntas até a morte de Baker, em 1945, seguida pela de Pearce e, mais tarde, pela de Wylie, que morreu em 4 de novembro de 1959, aos 74 anos. Wylie e Pearce estão enterradas lado a lado no Henry Skillman Burying Ground, o cemitério da família Trevenna Farm.

## Funciona
- The Native Born, or, The Rajah's People (1910)
- My German Year (1910)
- Rambles in the Black Forest (1911)
- The Germans (1911)
- Dividing Waters (1911)
- In Different Keys (1911)
- The Daughter of Brahma (1913)
- The Red Mirage (1913)
- The Paupers of Portman Square (1913)
- Five Years to Find Out (1914)
- Eight Years in Germany (1914)
- Tristram Sahib (1915)
- The Temple of Dawn (1915)
- Happy Endings (1915)
- The Hermit Doctor of Gaya (1916)
- Armchair Stories (1916)
- The Duchess in Pursuit (1917)
- Toward Morning (1918)
- The Shining Heights (1918)
- All Sorts (1919)
- Holy Fire: And Other Stories (1920)
- Children of Storm (1920)
- Brodie and the Deep Sea (1920)
- Rogues & Company (1921)
- The Dark House (1922)
- Jungle Law (1923)
- Side Shows (1923)
- Ancient Fires (1924)
- Black Harvest (1926)
- The Mad Busman, and Other Stories (1926)
- The Silver Virgin (1929)
- Some Other Beauty (1930)
- The Things We Do, and Other Stories (1932)
- Prelude to Richard (1934)
- To The Vanquished (1934)
- A Feather in Her Hat (1934)
- The Novels of Elinor Wylie (1934)
- The Inheritors, and With Their Eyes Open (1936)
- Furious Young Man (1936)
- The Underpup (1938)
- The Young in Heart (1938)
- My Life With George: An Unconventional Autobiography (1940)
- Strangers Are Coming (1941)
- Keeper of the Flame (1942)
- Flight to England (1943)
- Ho, the Fair Wind (1945)
- Storm in April (1946)
- Where No Birds Sing (1947)
- Candles for Therese (1951)
- The Undefeated (1957)
- Home Are the Hunted (1959)
- Claire Serrat (1959)